# Extraterrestre (película)
Extraterrestre es una película española dirigida por Nacho Vigalondo y protagonizada por Michelle Jenner, Julián Villagrán y Carlos Areces. Es el segundo largometraje del director. Fue filmada en Cantabria y se estrenó en España el 23 de marzo de 2012.
La película fue presentada a nivel mundial en el Festival Internacional de Cine de Toronto, también se presentó en el Festival Internacional de Cine de San Sebastián, en el Festival de Sitges y en el Fantastic Fest de Austin en Texas.

## Sinopsis
Julio (Julián Villagrán) se despierta una mañana con una terrible resaca en un apartamento perfecto, junto a una chica impresionante, incapaz de recordar lo que sucedió la noche anterior. Julio se enamora al instante, ella no. Ella es Julia (Michelle Jenner), y lo único que quiere es que Julio se vaya, pero la invasión alienígena que acaba de empezar le sirve de excusa para quedarse. Carlos, el marido de Julia, aparece y la amenaza alienígena cada vez es más terrible, pero Julio tiene una cosa clara: al igual que los extraterrestres han viajado a través del universo para acabar con la humanidad, él está aquí para quedarse.

## Reparto
- Michelle Jenner es Julia.
- Julián Villagrán es Julio.
- Carlos Areces  es Ángel.
- Raúl Cimas  es Carlos.
- Miguel Noguera es el presentador de TV

## Premios
- Premio Cineuropa 2011 en el Festival de Cinema Europeen des Arcs.[2]
- Premio al mejor actor en el Fantastic Fest de Austin para Julián Villagrán.[3]